# Harte Jahre

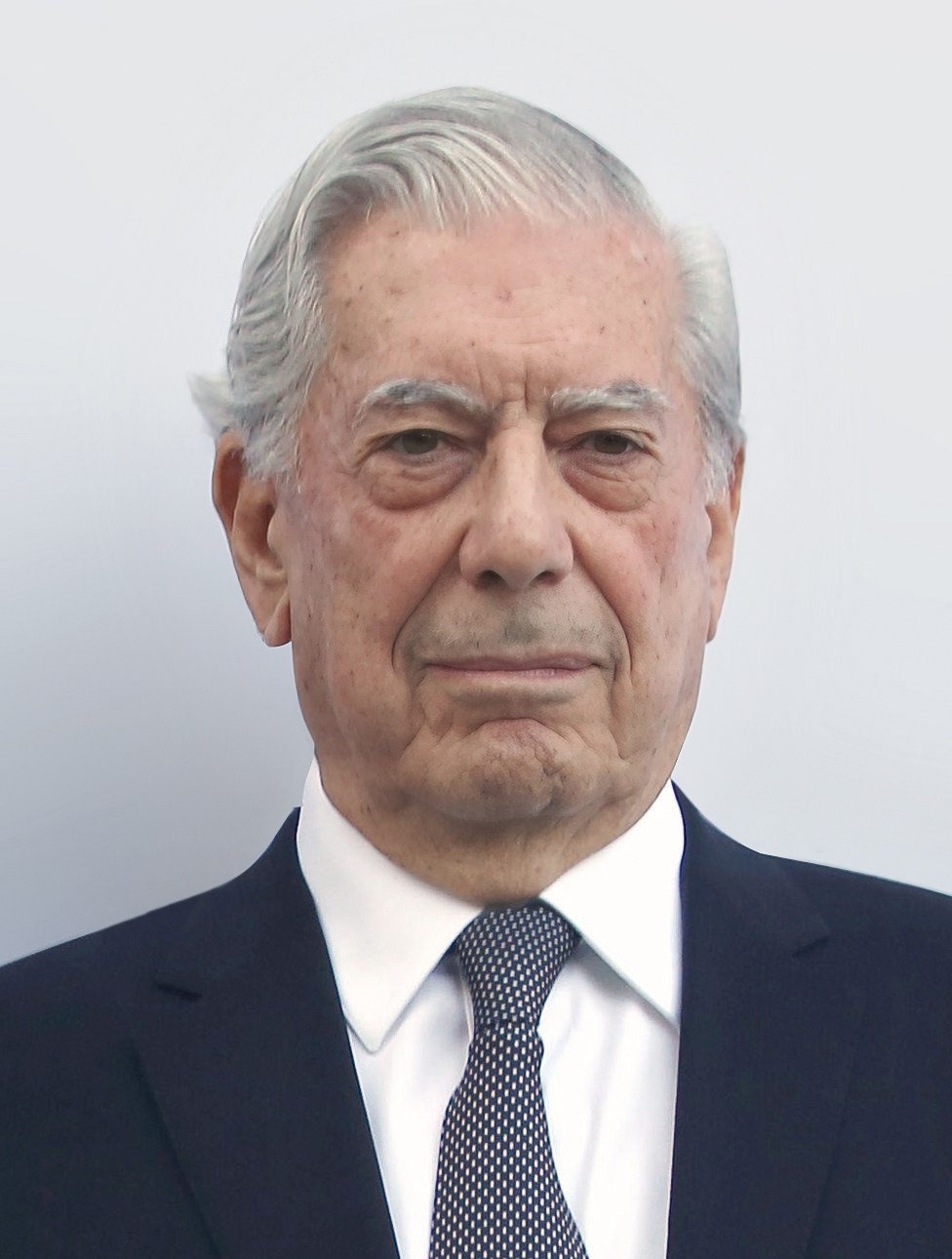
Mario Vargas Llosa

Die Staaten Mittelamerikas

Harte Jahre ist ein historisch-politischer Tatsachenroman des peruanischen Literaturnobelpreis-Trägers, Journalisten und Politikers Mario Vargas Llosa. Er erschien 2019 unter dem spanischer Originaltitel Tiempos recios und kam 2020 auf Deutsch heraus. 
Er erzählt die politische Geschichte Guatemalas zwischen etwa 1944 und 1957. Schwerpunkt sind die Amtszeiten der demokratischen Präsidenten von Juan José Arévalo (1945–1951) und Jacobo Árbenz Guzmán (1951–1954) sowie die nachfolgende Diktatur von Oberst Carlos Castillo Armas (1954–1957), der durch einen von der United Fruit Company initiierten und von der CIA unterstützten Putsch an die Macht kam.

## Inhalt
Thema des Romans ist das demokratische Jahrzehnt Guatemalas zwischen 1944 und 1954 und sein blutiges Ende durch einen Militärputsch. Die beiden demokratisch gewählten Präsidenten Arévalo und Árbenz vertraten damals soziale und liberale Reformprogramme, die sowohl die Abhängigkeit der indigenen Bevölkerung von den Grundbesitzern als auch die illiberalen Einschränkungen der Presse, Parteien und Gewerkschaften beenden sollten. Der Kern ihres Programms war eine Agrarreform, die eine Verstaatlichung von brachliegendem Boden, seine Verteilung an landlose Bauern und eine Entschädigung der vorherigen Besitzer vorsah. Dies veranlasste den größten Landbesitzer Guatemalas, die US-amerikanische United Fruit Company (heute Chiquita), das Land mit Hilfe einer langfristigen und sehr effektiven politischen Kampagne in Misskredit zu bringen und die USA zu einer Intervention zu bewegen. Guatemala wurde zum Modellfall für die Destabilisierung einer Demokratie durch die Manipulation der öffentlichen Meinung. Für die Kampagne von United Fruit zeichnete Edward Bernays verantwortlich, einer der Begründer der modernen Public Relations.

Drei Protagonisten des Romans
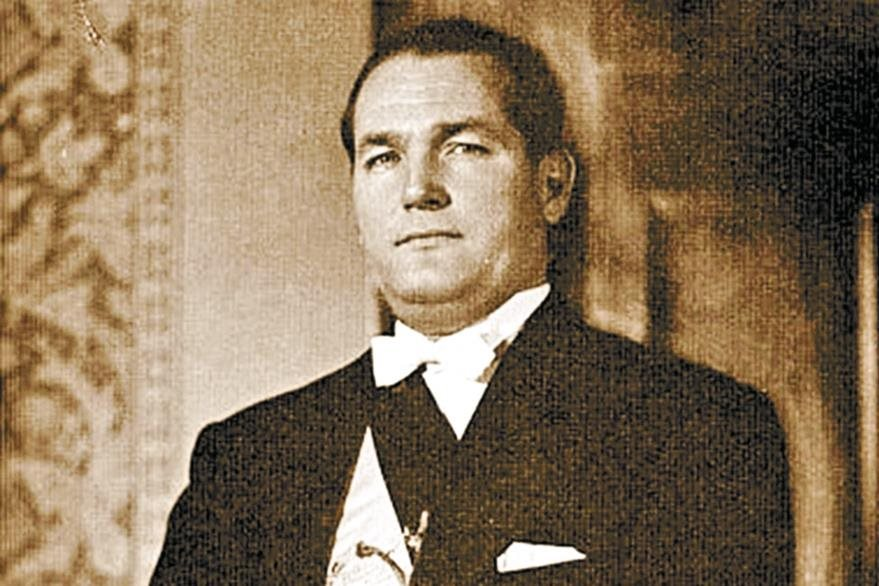
Juan José Arévalo, erster demokratisch gewählter Präsident Guatemalas (1945)
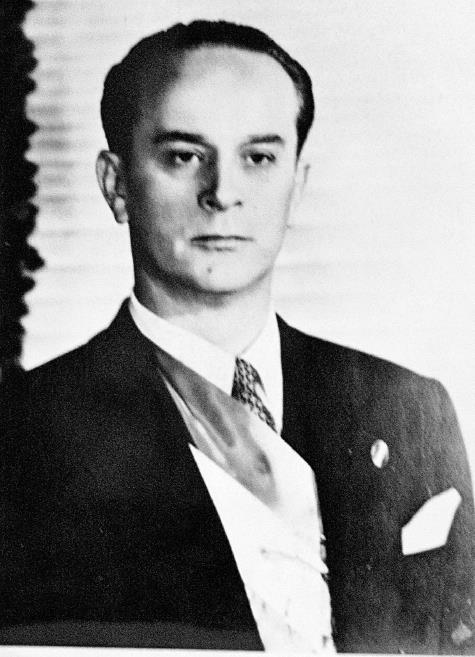
Jacobo Árbenz Guzmán, Arevalos ebenfalls demokratisch gewählter Nachfolger (1951)
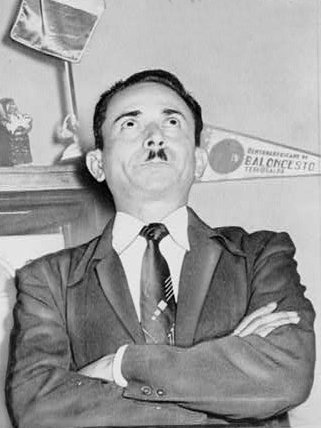
Carlos Castillo Armas, mit Hilfe der CIA an die Macht geputschter Militärdiktator  (1954)

In den USA der McCarthy-Ära gelang es Bernays, Befürchtungen vor einer angeblich bevorstehenden sowjetischen Machtübernahme in Guatemala zu wecken, gegen die im Namen der Demokratie interveniert werden müsse. Geplant und gefördert durch die CIA kam es schließlich zum Einmarsch einer von den USA bezahlte Söldnerarmee und zum Putsch des guatemaltekischen Militärs gegen die gewählte Regierung. Der Übergang von einer liberalen Demokratie ohne stabile Traditionen zu einer erneuten und beispiellos blutigen Militärdiktatur war ein Wendepunkt nicht nur für Guatemala, sondern für eine ganze, junge Generation lateinamerikanischen Intellektueller wie  Vargas Llosa selbst. Im Nachwort schildert der Autor, dass sowohl Fidel Castro als auch Che Guevara, der sich 1954 in Guatemala aufhielt, durch die Ereignisse radikalisiert worden seien. Dass moderate, soziale Reformen maßlos übertrieben als sozialistisch-kommunistische Revolution dargestellt wurden, sei daher sogar aus Sicht der USA kontraproduktiv gewesen. Vargas Llosa ergreift eindeutig Position gegen die antidemokratische Konterrevolution, die ohne die Unterstützung der USA vermutlich weder versucht noch erfolgreich gewesen wäre.
Der Roman ist in zahlreiche Kurzkapitel gegliedert, die zu mehreren, auf verschiedenen Zeitebenen spielenden Erzählsträngen gehören. Zum einen wird der Sturz von Präsident Árbenz durch Oberst Carlos Castillo Armas im Jahr 1954 geschildert, zum anderen die Folgen des Putsches für den Mediziner Efren García Ardiles und dessen Frau Marta Borrero Parra, die spätere Geliebte von Castillo Armas. Auf einer dritten Ebene geht es um die Planung und Durchführung des tödlichen Attentats auf Castillo Armas, das der dominikanische Diktator Rafael Leónidas Trujillo in Auftrag gegebenen hatte. Das Leben der beiden Mörder – darunter der dominikanische Botschafter und Geheimagent Johnny Abbes García – lässt der Autor schließlich, als  Ironie der Geschichte, in derselben Angst und Gewalt enden, der sie ihre zahllosen Opfer ausgeliefert hatten. Die Spur ihrer Verbrechen zieht sich wie eine  Narbe durch den Roman und die guatemaltekische Geschichte.

## Titel
Der Titel „Harte Jahre“ fasst als Resümee die Erfahrung ganz Lateinamerikas zusammen, der sich gegen die Übermacht der USA nicht wehren konnte. „Unterm Strich“, so Vargas Llosa in seinem Nachwort, „verzögerte die US-amerikanische Intervention in Guatemala die Demokratisierung des Kontinents um Jahrzehnte und kostete Tausende von Menschen das Leben.“
Dem Roman hat Vargas Losa ein kurzes Zitat aus der Autobiographie der Teresa von Ávila vorangestellt, dem er den Titel des Buchs entnommen hat. Die Wendung „Harte Zeiten“ („Tiempos recios“) bezieht sich darin auf das Wirken der Spanischen Inquisition in den Jahren ab 1559.

## Erzählweise
Die Ereignisse, ihre Hintergründe und Auswirkungen werden in montierten Sequenzen wie für ein Drehbuch erzählt, das die Auswirkungen kapitalistischer Interessen und der amerikanischen „Domino-Theorie“ auf Guatemala als Modell von Ereignissen darstellt, die sich so oder ähnlich in Südamerika, Asien und Afrika zugetragen haben.
Der narrative Akzent liegt nicht auf der sprachlichen Gestaltung, sondern auf der Struktur der Erzählung: In einem Wechsel von längeren und kürzeren Kapiteln entsteht die Komplexität der Ereignisse durch die Verschachtelung von Handlungssträngen, die die Vorgeschichte, den eigentlichen Putsch 1954 und seine Folgen erzählen. Die längeren Kapitel enthalten meistens den Hintergrund der Ereignisse und liefern Charakterbilder, werden aber nicht immer chronologisch, sondern mit Wiederholungen aus der Perspektive anderer Figuren und mit anderen Akzenten erzählt. So durchbricht die Erzählstruktur die narrative Fiktion mit zusätzlichen Varianten der Ereignisse, unterstützt damit die Distanz des Lesers zum Erzähler und die Möglichkeit eines selbständigen Urteils.
Der auktoriale Erzähler folgt seinen mehr oder weniger nach historischen Persönlichkeiten gezeichneten Protagonisten in großer Nähe, soweit sie sich in ihrem Verhalten und in ihren Gedanken mit der Politik des Landes beschäftigen. Durch die häufig eingesetzte erlebte Rede entsteht eine personalisierte Geschichte politischer Manöver und Intrigen, die sich auf die Sozialstruktur, auf Biografien und Karrieren, auf Traditionen und politische Institutionen konzentriert – die Erzählung wird zum historischen Bericht. Das Figurenensemble wird fast ausschließlich durch seine politischen Anschauungen charakterisiert. Eine Ausnahme ist eine die Milieus der Linken und Rechten verbindende Frauenfigur, deren reales Vorbild der Erzähler während seiner Recherchen interviewt hat und in seinem Epilog beschreibt; eine zweite differenziertere Figur ist einer der beiden Mörder, der als Macho und Frauenverachter bei seinen häufigen Bordellbesuchen mit vorzeitigen Samenergüssen zu kämpfen hat.

## Figuren
Protagonistin des Romans ist Marta („Martita“) Borrero Parra, Tochter von Dr. Arturo Borrero und Marta Parra sowie die Frau von Efren García Ardiles. Im Epilog des Buchs beschreibt der Autor sein Zusammentreffen mit „Martita“ in den USA, wo sie ihren Lebensabend verbringt.
In dem Roman kommen zahlreiche historische Persönlichkeiten aus Guatemala, der Dominikanischen Republik, den USA, El Salvador, Nicaragua (Somoza) und Haiti („Papa Doc“ Duvalier) vor.
Guatemalteken
Major Enrique Trinidad Oliva, Mitglied der Militärjunta, die im Juli 1954 in Guatemala kurzfristig an der Macht war; im Roman ist er als Chef des guatemaltekischen Militärgeheimdiensts am Mord von Castillo Armas beteiligt.
- General Jorge Ubico Castañeda, Präsident Guatemalas 1931–44
- Juan José Arévalo, Präsident Guatemalas 1944–50
- Jacobo Árbenz Guzmán, Präsident Guatemalas 1950–54
- Oberst Carlos Enrique Díaz, Präsident Guatemalas vom 27. – 29. Juni 1954
- Oberst Castillo Armas (“Cara de Hacha”), Präsident Guatemalas 1954–57
- General Miguel Ydígoras Fuentes, Präsident Guatemalas 1958–63
- José Manuel Fortuny, Führer der Arbeiterpartei Guatemalas
- María Cristina Vilanova, Ehefrau von Jacobo Árbenz
- Odilia Palomo Paíz, Ehefrau von Carlos Castillo Armas
- Gloria Bolaños Pons (“Marta „Martita“ Borrero Parra”)

Dominikaner
- Johnny Abbes García („der Dominikaner“), Chef des Militärgeheimdiensts der Dominikanischen Republik 1958–61, im Roman ist er als Militärattaché an der dominikanischen Botschaft in Guatemala am Mord von Castillo Armas beteiligt.

- Rafael Leónidas Trujillo Molina, Präsident der Dominikanischen Republik 1930–1952
- Hector Bienvenido Trujillo Molina, Bruder von Rafael und 1952–60 als Marionette seines Bruders nominell Präsident der Dominikanischen Republik
- Ramfis Trujillo Martínez, Sohn von Rafael

US-Amerikaner
- John Emil Peurifoy, US-Botschafter in Guatemala 1953–54
- Sam Zemurray, Vorsitzender der United Fruit Company, taucht im Vorspann auf.
- Edward Bernays, einer der Begründer der modernen Theorie der Propaganda, taucht im Vorspann auf.

## Rezeption
Für Rudolf von Bitter entwickelt sich nach vielen und raumgreifenden Erklärungen doch noch ein „spannender Abenteuerroman mit reichlich Action“.
Nach Katharina Döbler kann der Leser „mit diesem Roman sehr viel über das politische und soziale Flechtwerk Mittelamerikas lernen – und sich von seiner inneren Spannung und seinen sinnlichen Schilderungen mitreißen lassen.“
Für Tobias Wenzel gelingt es Vargas Llosa „größtenteils, dieses haarsträubende geschichtliche Ereignis mitreißend zu inszenieren. Es klingt nach Verschwörungstheorie, ist aber gut belegt.“
Ole Schulz urteilt, dass es dem Autor nicht wie sonst gelungen sei, „das historische Geschehen so elegant aufzubereiten wie gewohnt. Er verliert sich in Details.“